# Borzov
Borzov je potok v regionu Turňa, v západní části okresu Košice-okolí. Je to levostranný přítok Bodvy, měří 7,9 km a je tokem V. řádu. Na horním toku protéká Borzovou dolinou.

## Pramen
Pramení ve Volovských vrších, v podcelku Kojšovská hoľa, na východojihovýchodním svahu Tří studní (969,0 m n. m.) v lokalitě Harakovská, v nadmořské výšce přibližně 850 m n. m.

## Popis toku
Od pramene teče zpočátku jihojihozápadním směrem, na západním úpatí Baratu (857,8 m n. m.) se vyrovnává severojižním směrem a pokračuje přes Borzovou dolinu. Zde zprava přibírá přítok zpod Strážného vrchu (774,0 m n. m.), na krátkém úseku teče na jihovýchod a zleva přibírá přítok ze severozápadního svahu Klinu (718,1 m n. m.) a protékající Benkovou dolinou. Následně se Borzov znovu stáčí severojižním směrem, protéká osadou Baňa Lucia a zároveň vtéká do Košické kotliny, do podcelku Medzevská pahorkatina. Pod osadou teče přechodně na jihovýchod, pak už na jihojihovýchod, přičemž teče souběžně s přístupovou cestou do osady na levém a zrušenou železniční tratí Počkaj - Baňa Lucia na pravém břehu. Nakonec se esovitě stáčí, postupně podtéká zrušenou trať, silnici II. třídy č. 548 i železniční trať č. 168 a západně od osady Počkaj (Medzev) ústí v nadmořské výšce cca 281 m n. m. do Bodvy.